# Guy de Maupassant (film)
Pour les articles homonymes, voir Guy de Maupassant (homonymie).
Pour plus de détails, voir Fiche technique et Distribution.
Guy de Maupassant est un film français de Michel Drach sorti en 1982.

## Synopsis
Les dernières années de l'auteur de Bel-Ami et de Boule de Suif : la progression de sa maladie, ses crises de démence de plus en plus rapprochées, son internement. Il évoque son enfance, sa mère, ses amours...

## Fiche technique
- Titre : Guy de Maupassant
- Réalisation : Michel Drach
- Scénario : Michel Drach et Philippe Madral
- Dialogues : Philippe Madral
- Musique : Georges Delerue
- Décors : Jean-Pierre Kohut-Svelko (Nice) et Antoine Roman
- Costume : Yvonne Sassinot de Nesle
- Photo : Philippe Rousselot
- Montage : Geneviève Winding
- Son : Harald Maury
- Assistant réalisateur : Hugues de Laugardière, Serge Ménard, Serge Cukier, Régis Ribes
- Sociétés de production : Port Royal Films, Gaumont, FR 3
- Producteur délégué : Michel Drach
- Directeur de production : Daniel Deschamps
- Distribution : Gaumont
- Format : couleur par Fujicolor — 35 mm — 1,66:1
- Pays d'origine : France
- Langue : Français
- Genre : drame, biographique
- Durée : 131 minutes
- Date de sortie : 14 avril 1982
- (fr) Mention CNC : interdit aux moins de 12 ans (visa d'exploitation no 54602 délivré le 22 avril 1982)

## Distribution
- Claude Brasseur : Guy de Maupassant
- Jean Carmet : François Tassart, le valet de Guy
- Miou-Miou : Gisèle d'Estoc, une amie de Guy
- Simone Signoret : Laure, la mère de Maupassant
- Véronique Genest : Fanny, la dame en gris, premier amour de Guy
- Jacques Fabbri : Le docteur Daremberg, médecin et ami de la famille
- Anne-Marie Philipe : Comtesse Potocka
- Daniel Gélin : Gustave de Maupassant, le père de Guy
- Jean-Yves Gautier : Dorchain
- Anne Deleuze : Princesse Polignac
- William Sabatier : Docteur Emile Blanche
- Jacques Disses : Le docteur Meuriot
- Catherine Frot : Mouche
- Louis Navarre : Gustave Flaubert
- Bernard Brieux : Maupassant à 15 ans
- Rodolphe Schaecher : Hervé à 9 ans, frère de Guy
- René Breuil : Hervé à 30 ans
- Jean-François Garreaud : L'homme de la plage
- Dorothée Jemma : La négresse et La comtesse Funck

## Discographie
- Parue initialement en album 33 tours. la bande originale du film Guy de Maupassant composée et dirigée par Georges Delerue a été rééditée sur CD chez Disques Cinémusique en 2011. D'autres œuvres du même compositeur dans de nouveaux arrangements pour petits ensembles complètent le programme de ce disque. Présentation en ligne. La bande originale de Guy de Maupassant est aussi offerte en téléchargement.